# Paul Alo’o
Paul Claudel Alo’o Efoulou (ur. 12 listopada 1983 w Jaunde) – kameruński piłkarz grający na pozycji napastnika we francuskim klubie CSO Amnéville.

## Życiorys

### Kariera klubowa
Karierę piłkarską Alo’o rozpoczął w klubie ASM Jaunde. W 2002 wyjechał z Kamerunu do Belgii i przeszedł do Excelsioru Mouscron. 9 sierpnia 2002 zadebiutował w pierwszej lidze belgijskiej w wygranym 3:0 wyjazdowym spotkaniu ze Standardem Liège. Zawodnikiem Excelsioru był przez jeden sezon.
W 2003 Alo’o został piłkarzem francuskiego Racingu Paryż, w barwach którego przez rok grał w Championnat National, odpowiedniku III ligi. W 2004 został zawodnikiem amatorskiego Entente SSG, z którym przez trzy lata występował w lidze amatorskiej. W 2007 odszedł do drugoligowego Angers SCO. 27 lipca 2007 zadebiutował w nim w przegranym 0:1 meczu ze Stade Brest. Przez dwa sezony należał do najlepszych strzelców Angers i strzelił łącznie 24 gole.
Latem 2009 Alo’o podpisał kontrakt z AS Nancy. 15 sierpnia 2009 zaliczył debiut w Ligue 1 w meczu z AS Monaco (4:0). W swoim debiucie strzelił 2 gole. Pod koniec 2011 przeniósł się do Le Havre AC. W latach 2013–2016 grał w saudyjskim Al-Taawoun FC, a w 2016 trafił do katarskiego Al-Sailiya. Stamtąd był wypożyczony do Qatar SC. W 2017 odszedł do francuskiego FC Martigues.
18 stycznia 2019 podpisał kontrakt z francuskim klubem CSO Amnéville.
| Sezon   | Klub               | Kraj             | Rozgrywki      | Mecze | Bramki | Rozgrywki Europy | Mecze | Bramki |
| ------- | ------------------ | ---------------- | -------------- | ----- | ------ | ---------------- | ----- | ------ |
| 2002/03 | Excelsior Mouscron | Belgia           | Jupiler League | 12    | 1      | –                | –     | –      |
| 2003/04 | Racing Paryż       | Francja          | CFA            | 23    | 16     | –                | –     | –      |
| 2004/05 | Entente SSG        | Francja          | National       | 18    | 5      | –                | –     | –      |
| 2005/06 | Entente SSG        | Francja          | National       | 34    | 7      | –                | –     | –      |
| 2006/07 | Entente SSG        | Francja          | National       | 37    | 23     | –                | –     | –      |
| 2007/08 | Angers SCO         | Francja          | Ligue 2        | 34    | 12     | –                | –     | –      |
| 2008/09 | Angers SCO         | Francja          | Ligue 2        | 35    | 12     | –                | –     | –      |
| 2009/10 | AS Nancy           | Francja          | Ligue 1        | 23    | 4      | –                | –     | –      |
| 2010/11 | AS Nancy           | Francja          | Ligue 1        | 8     | 2      | –                | –     | –      |
| 2011/12 | AS Nancy           | Francja          | Ligue 1        | 6     | 0      | –                | –     | –      |
| 2011/12 | Le Havre AC (wyp.) | Francja          | Ligue 1        | 17    | 2      | –                | –     | –      |
| 2012/13 | AS Nancy           | Francja          | Ligue 1        | 23    | 3      | –                | –     | –      |
| 2013/14 | Al-Taawoun FC      | Arabia Saudyjska | I liga         | 24    | 12     | –                | –     | –      |
| 2014/15 | Al-Taawoun FC      | Arabia Saudyjska | I liga         | 22    | 15     | –                | –     | –      |
| 2015/16 | Al-Taawoun FC      | Arabia Saudyjska | I liga         | 26    | 10     | –                | –     | –      |

Stan na: koniec sezonu 2015/2016

### Kariera reprezentacyjna
W reprezentacji Kamerunu Alo’o zadebiutował 28 marca 2009 w przegranym 0:1 meczu eliminacji do Mistrzostw Świata w RPA z Togo.